# الجماعة الإسلامية الهندية
الجماعة الإسلامية الهندية هي منظمة إسلامية في الهند، تأسست كفرع للجماعة الإسلامية، والتي انقسمت إلى منظمات مستقلة منفصلة في كلٍ من الهند وباكستان وبنغلاديش وجامو وكشمير بعد تقسيم الهند في عام 1947.
تمرت الجماعة «بتحول أيديولوجي» من العمل لجعل الهند دولة إسلامية إلى القتال من أجل دولة علمانية، مبدأها التأسيسي هو أن الإسلام طريقة كاملة للحياة وليس مجرد مجموعة من الممارسات والعبادة، في سنواتها الأولى أدانت الجماعة كل من العلمانية والديموقراطية، لكن في وقت لاحق أصبحت تقبل ثم تحتضن العلمانية والديمقراطية في الهند ما بعد الاستعمار.
تضم الجماعة حوالي 10000 عضو و500000 من المتعاطفين بين مسلمي الهند البالغ عددهم 130 مليون مسلم، شاركت الجماعة في مختلف الأنشطة الإنسانية وجهود الإغاثة في أنحاء الهند.
تأسست الجماعة رسميًا في أبريل عام 1948، في اجتماع عقد في الله أباد بولاية أتر برديش. حظرت حكومة الهند الجماعة مرتين على الرغم من إلغاء الحظر بقرارات المحكمة العليا في الهند. وخلال منتصف الثمانينات سمحت الجماعة لأعضائها بالتصويت في الانتخابات في الهند، وبحلول عام 2002 وُصفت بأنها «حملة نشطة للدفاع عن العلمانية والديمقراطية وتعزيزهما» في مواجهة تقدم القوميين الهندوس. وفي 18 أبريل 2011 ساهمت الجماعة في إطلاق حزب الرفاه الوطني تحت قيادة كبار المسؤولين في الجماعة وأعضاء من المجتمع الإسلامي، كما ضم الحزب قس مسيحي وفئات مختلفة من المجتمع.

## وصلات خارجية
- الموقع الرسمي للجماعة الإسلامية الهندية
- الموقع الرسمي للجناح الطلابي للجماعة